# Ардалан, Парвин
Парвин Адалан (перс. پروین اردلان‎; род. 1967, Тегеран) — иранская правозащитница, писательница и журналистка. В 2007 году она была удостоена премии Улофа Пальме за свою борьбу за равные права для мужчин и женщин в Иране.

## Биография
В 1990-х годах Парвин Ардалан вместе с Нушин Ахмади Хорасани основала Женский культурный центр (Markaz-e Farhangi-ye Zanan), с того времени функционирующий в качестве центра формирования мнений, анализа и документирования проблем, связанных с положением женщин в Иране. С 2005 года организация издаёт первый в Иране онлайн-журнал, посвящённый правам женщин, «Занестан», редактором которого является Ардалан. Находясь под постоянным давлением со стороны цензуры (так, например, издание вынуждено регулярно менять своё название), журнал освещает вопросы брака, проституции, образования, СПИДа и насилия в отношении женщин. Вместе с Нушин Ахмади Хорасани Ардалан стала автором книги о первой в стране женщине-юристе Мехрангиз Манушехриан, опубликованной под названием «Сенатор: работа сенатора Мехрангиз Манушехриан в деле борьбы за законные права женщин». В 2004 году эта работа получила книжную премию Латифеха Яршатера.
Ардалан является одним из инициаторов кампании «Миллион подписей», активисты которой пытаются собрать миллион подписей за предоставление равных прав женщин в Иране. В рамках неё она принимала участие в акциях протеста, которые насильственно подавлялись. В 2007 году она вместе с Нушин Ахмади Хорасани была приговорена к трём годам тюремного заключения за «угрозу национальной безопасности», так власти оценили её борьбу за права женщин. Впоследствии такой же приговор получили ещё четыре активистки движения за права женщин.
В 2012 году Шведский миграционный совет принял решение о предоставлении Ардалан постоянного вида на жительство в Швеции, куда она перебралась за три года до этого.

## Премии
- Премия Улофа Пальме (2007)[2]